# Rasa de Cal Fuster
La Rasa de Cal Fuster, que en la primera meitat del seu curs rep la denominació de Rasa de la Cossa, és un torrent afluent per l'esquerra de la Riera de Madrona en el tram en què rep el nom de Rasa del Pujol, que realitza tot el seu recorregut pel terme municipal de Castellar de la Ribera i que neix al vessant nord-occidental del Torregassa

## Xarxa hidrogràfica
La seva xarxa hidrogràfica, que també transcorre íntegrament pel terme municipal de Castellar de la Ribera, està constituïda per 32 cursos fluvials la longitud total dels quals suma 15.117 m.